# Tauves
Tauves (okzitanisch: Taova) ist eine französische Gemeinde mit 700 Einwohnern (Stand: 1. Januar 2022) in der Region Auvergne-Rhône-Alpes im Département Puy-de-Dôme. Sie gehört zum Kanton Le Sancy (bis 2015: Kanton Tauves) im Arrondissement Issoire. Die Einwohner werden Laquais oder Tauvois genannt.

## Geographie
Tauves liegt etwa 42 Kilometer südwestlich von Clermont-Ferrand am Flüsschen Mortagne, an der südlichen Gemeindegrenze fließt die Burande. Umgeben wird Tauves von den Nachbargemeinden Avèze im Norden, Saint-Sauves-d’Auvergne im Nordosten, La Tour-d’Auvergne im Osten und Südosten, Bagnols im Süden, Larodde im Südwesten sowie Singles im Westen.

## Bevölkerungsentwicklung
| Jahr                       | 1962 | 1968 | 1975 | 1982 | 1990 | 1999 | 2006 | 2013 |
| Einwohner                  | 1289 | 1184 | 1105 | 1103 | 940  | 863  | 796  | 787  |
| Quellen: Cassini und INSEE |      |      |      |      |      |      |      |      |

## Sehenswürdigkeiten
- Menhir Pierre des Quatre Curés, seit 1976 Monument historique
- Kirche Notre-Dame aus dem 12. Jahrhundert, im 15. Jahrhundert umgebaut, seit 1911 Monument historique
- Kapelle Sainte-Madeleine aus dem 17. Jahrhundert

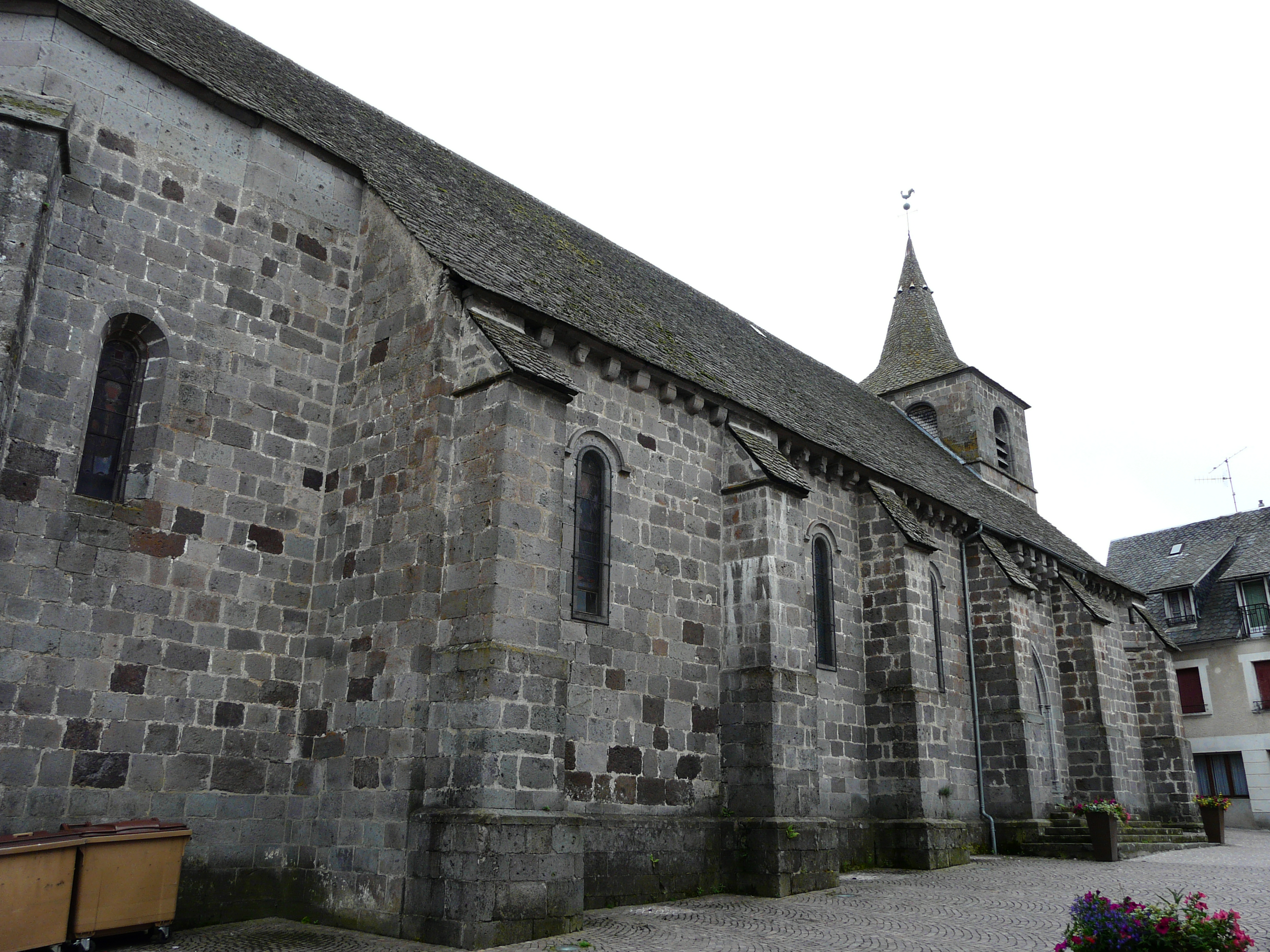
Kirche Notre-Dame-de-la-Nativité

## Gemeindepartnerschaften
Mit der französischen Gemeinde Pia in Okzitanien und der italienischen Gemeinde Castiglione di Sicilia in der Provinz Catania (Sizilien) bestehen Partnerschaften.